# Port lotniczy Calvi – Sainte-Catherine
Port lotniczy Calvi - Sainte-Catherine (IATA: CLY, ICAO: LFKC) – port lotniczy położony 6 km na południowy wschód od Calvi, w regionie Korsyka, we Francji.

## Statystyki
Zobacz zapytanie i odniesienia źródłowe Wikidata o wartości.

## Linie lotnicze i połączenia
| Linia lotnicza                | Kierunek |
| ----------------------------- | --- |
| Air Corsica                   | 1. Nicea 2. Paryż-Orly Sezonowo: 1. Bruksela-Charleroi 2. Lyon 3. Marsylia 4. Mediolan-Linate 5. Tuluza Sezonowe czartery: 1. Berno |
| Air France                    | 1. Paryż-Charles de Gaulle 2. Paryż-Orly Sezonowo: 1. Caen 2. Rennes 3. Tuluza                                                      |
| Air Mountain                  | Sezonowo: 1. Sion |
| Avanti Air                    | Sezonowe czartery: 1. Graz 2. Innsbruck 3. Memmingen                                                                                |
| British Airways               | Sezonowe czartery: 1. Londyn-Stansted                                                                                               |
| EasyJet                       | Sezonowo: 1. / Bazylea/Miluza/Fryburg 2. Genewa 3. Londyn-Gatwick 4. Paryż-Charles de Gaulle                                        |
| Eurowings                     | Sezonowo: 1. Kolonia/Bonn |
| L'Odyssey                     | Sezonowo: 1. Genewa |
| Luxair                        | Sezonowo: 1. Luksemburg |
| Swiss International Air Lines | Sezonowo: 1. Genewa |
| Transavia                     | Sezonowo 1. Brest-Bretagne 2. Montpellier 3. Nantes                                                                                 |
| Volotea                       | Sezonowo 1. Bordeaux 2. Lille 3. Nantes                                                                                             |